# Im Nayeon (minialbum)
Im Nayeon – debiutancki minialbum południowokoreańskiej piosenkarki Nayeon, która jest również znana jako członkini girlsbandu Twice. Został wydany 24 czerwca 2022 przez JYP Entertainment i Republic Records.

## Lista utworów
| CD | CD                                                                        | CD                | CD                                                                                                | CD               | CD      |
| Nr | Tytuł utworu                                                              | Tekst             | Kompozycja                                                                                        | Aranżacja        | Długość |
| -- | ------------------------------------------------------------------------- | ----------------- | ------------------------------------------------------------------------------------------------- | ---------------- | ------- |
| 1. | „Pop!”                                                                    | Lee Seu-ran       | Kenzie, Hayden Chapman, Greg Bonnick, Ellen Berg                                                  | LDN Noise        | 2:48    |
| 2. | „No Problem” (feat. Felix z Stray Kids)                                   | Lewis Shay Jankel | Jankel                                                                                            | Jankel           | 3:16    |
| 3. | „Love Countdown” (feat. Wonstein)                                         | Nayeon, Wonstein  | Earattack, Ronnie Icon, Willemijn May, Eniac, 24E!                                                | Earattack, Eniac | 3:17    |
| 4. | „Candyfloss”                                                              | Shim Eun-ji       | Jade Thirlwall, Rick Parkhouse, George Tizzard                                                    | Red Triangle     | 3:01    |
| 5. | „All or Nothing”                                                          | Nayeon            | Destiny Rogers, Carmen Reece, Jonathan Yip, Ray Romulus, Jeremy Reeves, Ray Charles McCullough II | The Stereotypes  | 3:04    |
| 6. | „Happy Birthday to You”                                                   | E.One             | E.One                                                                                             | E.One            | 3:05    |
| 7. | „Noeulman Yeppeuda” (kor. 노을만 예쁘다, (ang. Only the Sunset Is Pretty) | Park Woo-sang     | Park Woo-sang                                                                                     | Park Woo-sang    | 3:13    |

## Notowania
| Lista                                    | Pozycja |
| ---------------------------------------- | ------- |
| South Korean Albums (Circle)             | 1       |
| Canadian Albums (Billboard)              | 54      |
| Finnish Albums (Suomen virallinen lista) | 25      |
| Oricon Weekly Album Chart                | 12      |
| Billboard Japan Hot Albums               | 19      |
| UK Digital Albums (OCC)                  | 69      |
| US Billboard 200                         | 7       |
| World Albums (Billboard)                 | 1       |

## Sprzedaż
| Kraj             | Sprzedaż |
| ---------------- | -------- |
| Korea Południowa | 473 255+ |
| USA              | 52 000+  |